# Bahnhof Hamburg Holstenstraße

Der Bahnhof Hamburg Holstenstraße ist eine Station der S-Bahn Hamburg an der Hamburg-Altonaer Verbindungsbahn. Westlich der Station zweigt die S-Bahn-Strecke über Elbgaustraße nach Pinneberg ab. Bis 1967 bestand dort zudem ein Bahnsteig an den parallel laufenden Ferngleisen der Verbindungsbahn.

## Geschichte
Der Bahnhof wurde im Zuge des Umbaus der genannten Verbindungsbahn als Haltepunkt für den Personenverkehr und Ersatz für den Bahnhof Schulterblatt errichtet. Grund für den Neubau waren die bis dahin auf Straßenniveau verlaufenden Gleise, die Bahnübergänge notwendig machten, die den zunehmenden Straßenverkehr behinderten. Mit dem Bau des neuen Bahnhofs erfolgte daher eine Hochlegung der Gleise auf einen Bahndamm. Der Bahnhof Holstenstraße wurde am 1. Mai 1893 eröffnet. Da von hier bis 1912 ein Übergang zum nahegelegenen Bramstedter Bahnhof bzw. „Kaltenkirchener Bahnhof“ der Altona-Kaltenkirchener Eisenbahn-Gesellschaft möglich war, wurde der Bahnhof gut angenommen. Bis 1938 trug er den Namen Altona Holstenstraße, seit dem 1. April 1938 die heutige Bezeichnung.
Der Bahnhof hatte damals jeweils einen Bahnsteig für die Fernbahn und einen für die Hamburg-Altonaer Stadt- und Vorortbahn, den Vorgänger der heutigen S-Bahn. Die Bahnsteige und die dazugehörigen Gleise waren von einer zweischiffigen Halle überdacht. Der Bahnhof hatte ein mittelgroßes, im Jugendstil gestaltetes Empfangsgebäude, das 1943 während der Operation Gomorrha nahezu vollständig zerstört wurde. Auch die Halle wurde dabei stark beschädigt und bestand bei Ende des Zweiten Weltkriegs nur aus einem Eisengerippe über dem Bahnsteig der S-Bahn. Dieses wurde anschließend notdürftig verglast. Da weitere Investitionen unterblieben, wurden die bis dahin erhalten gebliebene nördliche Bahnsteighalle und das Empfangsgebäude Ende der 1980er Jahre abgerissen.
Aufgrund großer Fahrgastzahlen begannen Mitte der 1950er Jahre Planungen für den Bau einer Bahnstrecke, die vom Bahnhof Holstenstraße über Langenfelde, Stellingen, Eidelstedt und Elbgaustraße Richtung Pinneberg verkehren und gleichzeitig das Hamburger S-Bahn-Netz besser mit der AKN verbinden sollte. Durch die Umgehung der bisherigen Streckenführung über den Bahnhof Altona konnte dieser entlastet und zugleich die Fahrzeit von Pendlern deutlich reduziert werden. Züge der S-Bahn sollten westlich des Bahnhofs Holstenstraße ausgefädelt und dann zur Strecke bis Langenfelde weitergeführt werden. Die Bauarbeiten begannen am 26. September 1958. Als besonders kompliziert erwies sich der Bau des notwendigen Ausfädelungswerks unmittelbar westlich des Bahnhofs Holstenstraße sowie der Neubau zweier 90 Meter langer Brücken zur Überquerung der Stresemannstraße. Die Strecke bis Langenfelde wurde am 22. Februar 1962 in Betrieb genommen. Heute wird sie von den S-Bahn-Zügen in Richtung Elbgaustraße befahren.
Seit 1967 halten am Bahnhof Holstenstraße keine Züge mehr am Bahnsteig der Fernbahngleise. Der Fernbahnsteig wurde danach entfernt.
Der heutige S-Bahnsteig erhielt bei den Umbauarbeiten Ende der 1980er Jahre ein Dach mit einem damals modernen, dem historischen Jugendstil nachempfundenen, mittig aufgeständerten Tonnengewölbe, das jedoch nicht mehr die Gleise mit überdeckt.

Bahnhof Holstenstraße um 1895
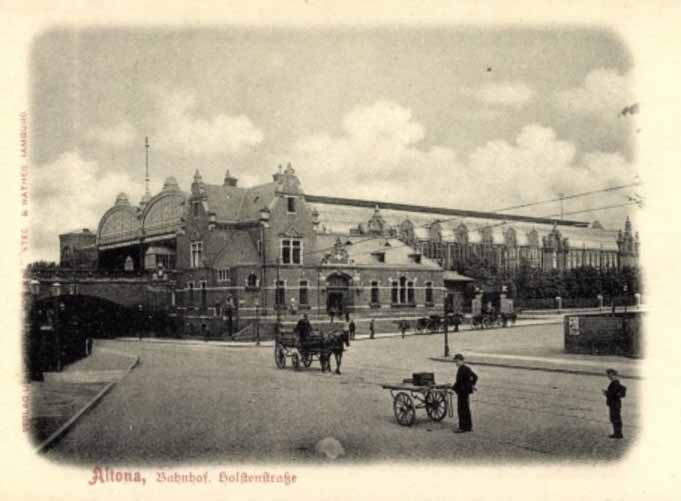
Bahnhof Holstenstraße, 1898, Ansicht von Südwest
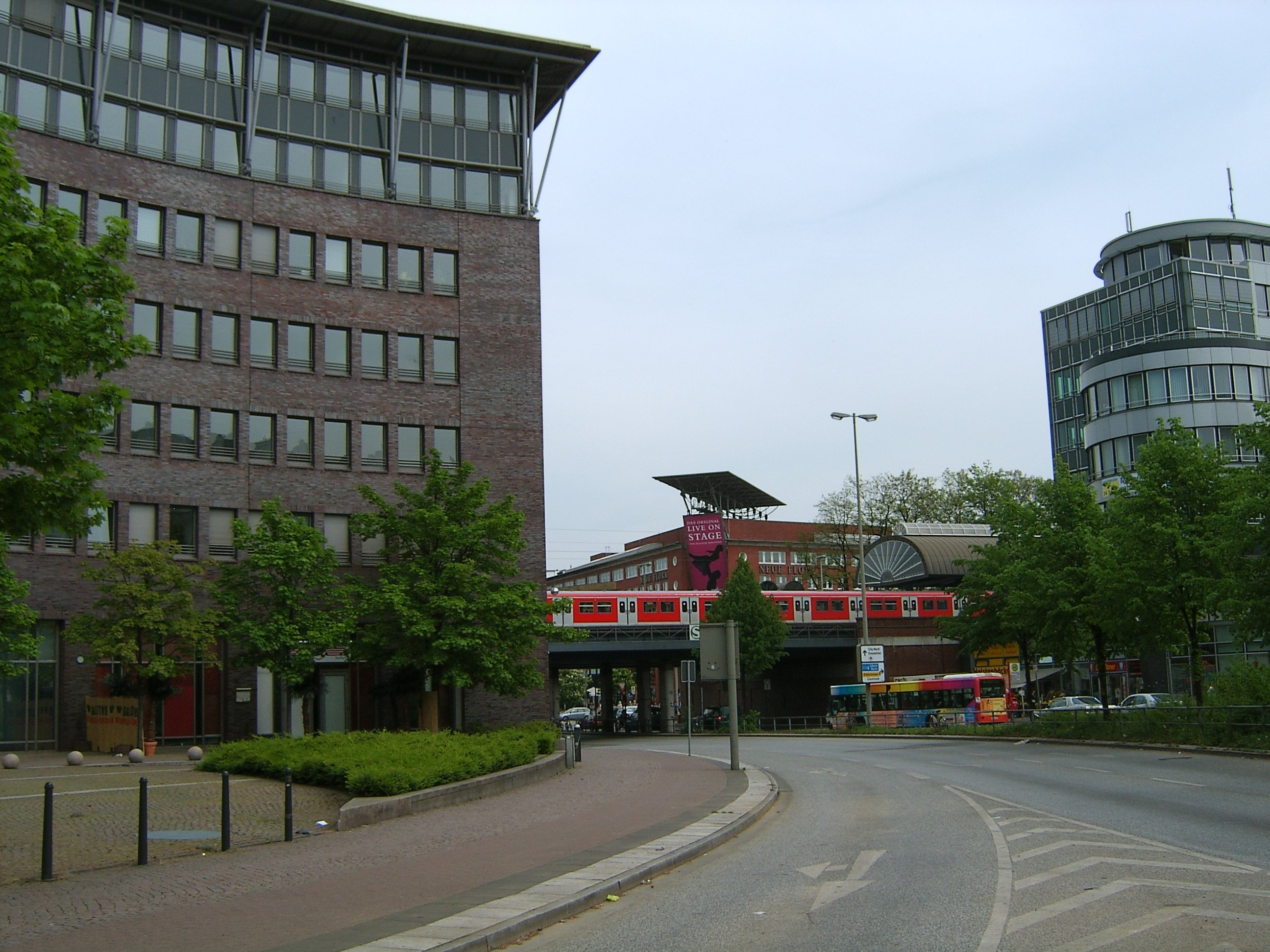
Holstenplatz, dahinter der S-Bahnhof
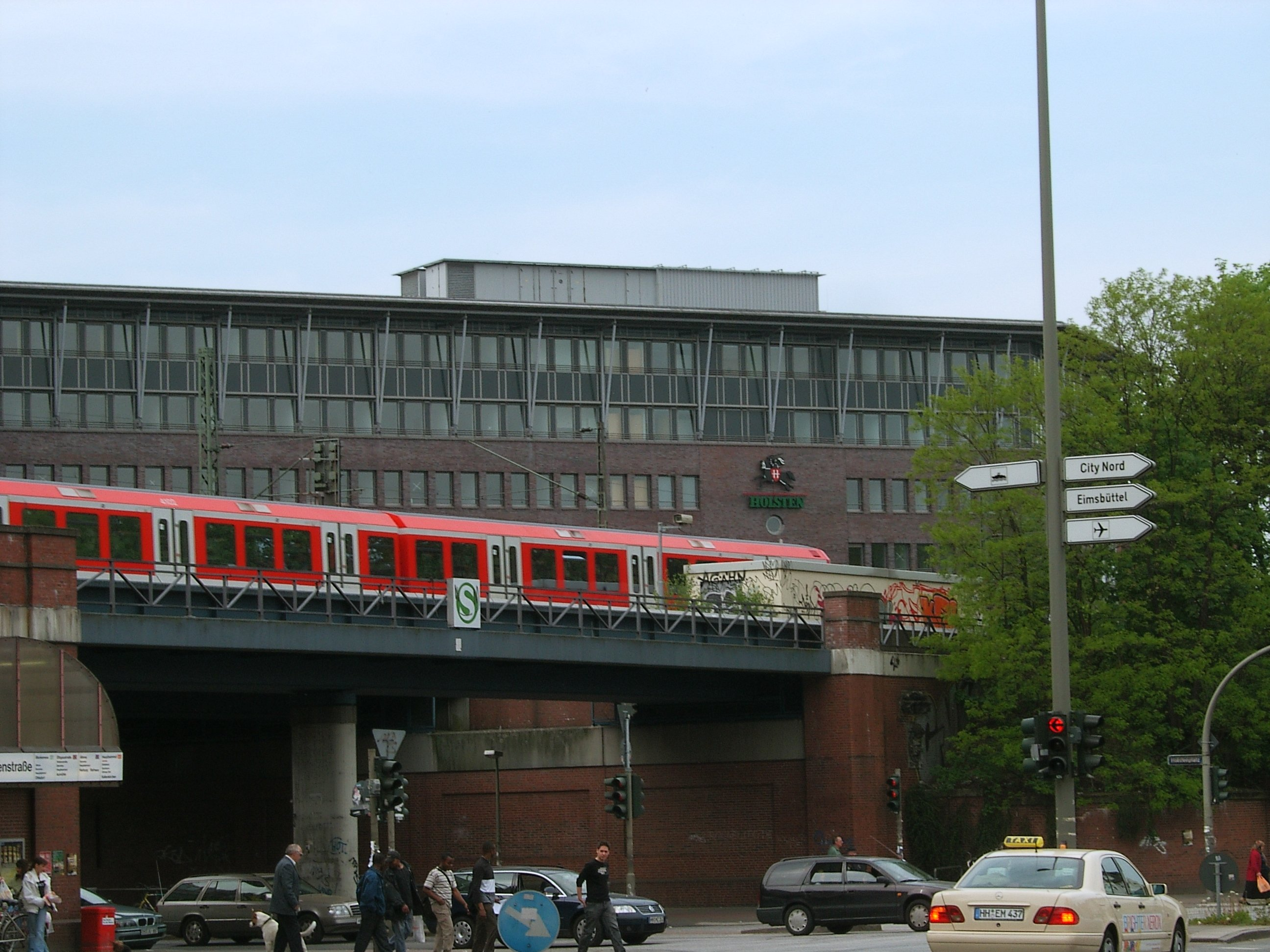
Brücke über Holstenplatz/Alsenstraße
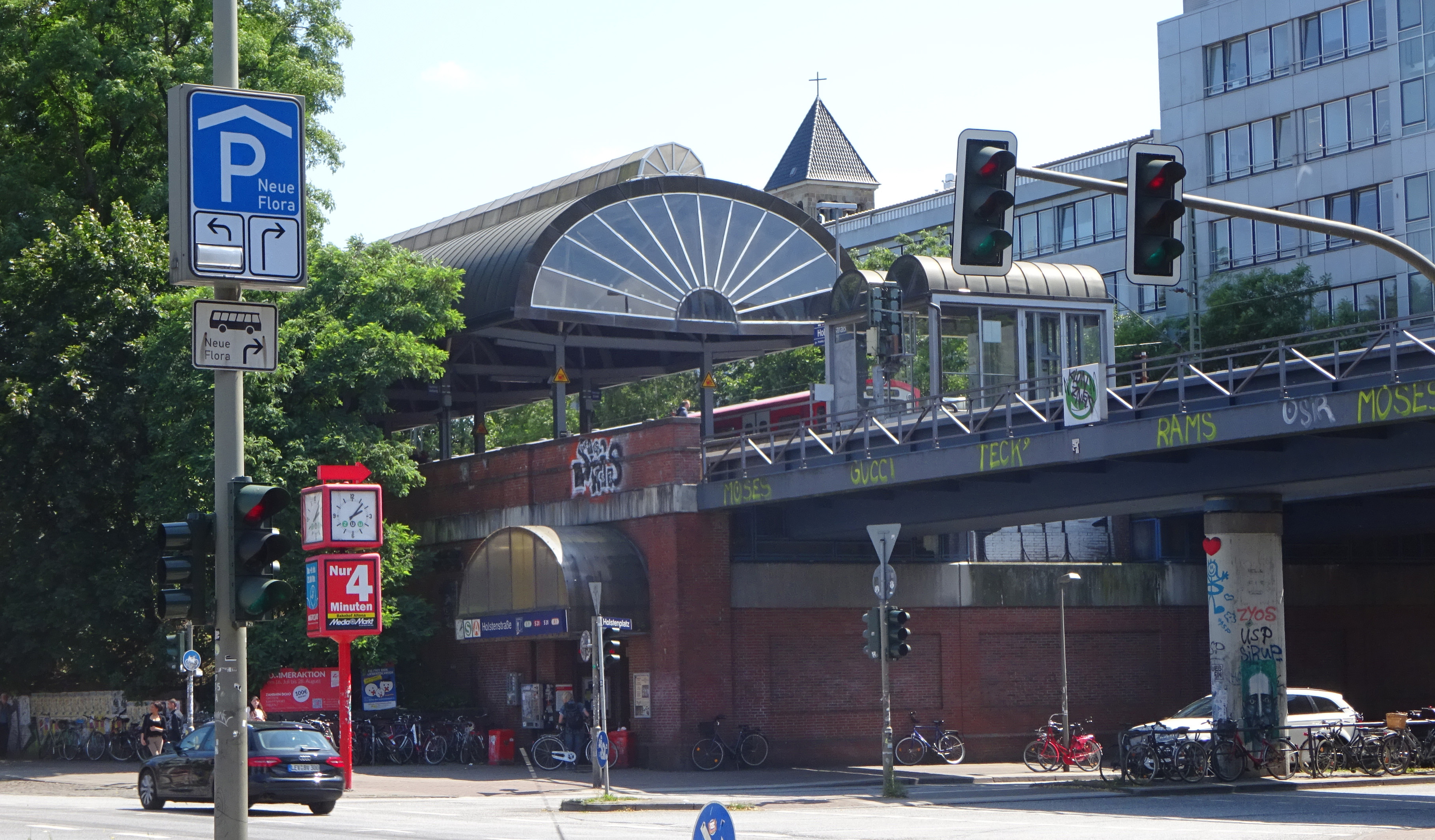
Blick von Nordwest

## Lage und Ausstattung
Der Bahnhof liegt zwischen den Bahnhöfen Sternschanze und Altona nahe dem nördlichen Ende der Holstenstraße am Holstenplatz in etwa 100 Metern Entfernung von der namensgebenden Straße. Nördlich des Bahnhofs befindet sich die Stresemannstraße und die Neue Flora, südwestlich davon der Holstenplatz und daran anschließend die Gebäude der ehemaligen Holsten-Brauerei. Die postalische Anschrift des Bahnhofs ist Stresemannstraße 156.
Der Aufgang zum Mittelbahnsteig erfolgt allein vom westlichen Bahnsteigende über den Holstenplatz. Ein stufenloser Zugang zum Bahnsteig ist möglich.
Betrieblich war Holstenstraße früher sowohl eine Station an den Fern- als auch an den S-Bahn-Gleisen. Heute ist die Station ein Haltepunkt und Abzweigstelle an den Gleisen der S-Bahn, an den Fernbahngleisen gibt es in diesem Bereich keine Betriebsstelle mehr.
Im Umfeld des Bahnhofs befinden sich mehrere Bushaltestellen, die von Linien des HVV (Buslinien X3, 3, 20, 25, 180 und Nachtlinie 602) bedient werden.

## Linien
| Linie | Verlauf |
| ----- | --- |
| S 2   | Altona – Holstenstraße – Sternschanze – Dammtor – Hauptbahnhof – Berliner Tor – Rothenburgsort – Tiefstack – Billwerder-Moorfleet – Mittlerer Landweg – Allermöhe – Nettelnburg – Bergedorf – Reinbek – Wohltorf – Aumühle |
| S 5   | Elbgaustraße – Eidelstedt – Stellingen (Arenen) – Langenfelde – Diebsteich – Holstenstraße – Sternschanze – Dammtor – Hauptbahnhof \ Hauptstrecke – Hammerbrook (City Süd) – Elbbrücken – Veddel (BallinStadt) – Wilhelmsburg – Harburg – Harburg Rathaus – Heimfeld (TU Hamburg) – Neuwiedenthal – Neugraben – Fischbek – Neu Wulmstorf – Buxtehude – Neukloster – Horneburg – Dollern – Agathenburg – Stade / in Tagesrandzeiten – Berliner Tor |

2018 gab es täglich (mo–fr) durchschnittlich etwa 34.500 ein- oder aussteigende S-Bahn-Fahrgäste pro Tag.